# Лазар Ћировић
Лазар Ћировић (Крагујевац, 26. фебруар 1992) српски је  одбојкаш. Висок је 200 cm и игра на позицији примача сервиса.

## Играчка каријера

### Клупска каријера
Каријеру је започео у сезони 2007/08, када је дебитовао за Раднички из Крагујевца у српској Суперлиги. Остао је у клубу седам година, освојио је Куп Србије и два пута првенство. У сезони 2014/15. прешао је у црногорски тим Будванска ривијера, где је освојио куп и шампионат Црне Горе.
Играо је једну сезону за турски Афионкарахисар, а потом и за Панатинаикос у грчкој одбојкашкој лиги.
У сезони 2017/18. је прешао у италијански тим Падову, у Серији А.

### Репрезентативна каријера
Први позив за учешће у акцијама репрезентације Србије, Ћировић је добио 2015. године. Са репрезентацијом је освојио златну медаљу у Паризу на Европском првенству 2019. године победом у финалу против Словеније са 3:1.

## Трофеји

### Клуб
- Суперлига Србије

2008/09, 2009/10.
- Прва лига Црне Горе

2014/15.
- Куп Србије

2007/08.
- Куп Црне Горе

2014/15.

### Репрезентација
Србија
- Европско првенство:  2019.